# Списак епизода серије Злочиначки умови: Преко границе
Злочиначки умови: Преко границе је америчка полицијска процедурална серија која је дебитовала на CBS-у 16. марта 2016. године. Серија је огранак серије Злочиначки умови емитоване на истој мрежи и трећа је серија у франшизи Злочиначки умови. Злочиначки умови: Преко границе прати елитни екипу профилиста и агената из Екипе за међународно реаговање (ЕМР-а) ФБИ-ја. Ова екипа решава случајеве у које су амерички грађани у невољи на међународном тлу. CBS је емитовао пробну епизоду са скривеним увидом у једној од епизода серије Злочиначки умови 8. априла 2015. године, представљајући ликове у унакрсној епизоди под истоименим називом „Преко границе“. Серија прати специјалне агенте Џека Гарета, Клару Сегер, Метјуа Симонса, Раса Монтгомерија и Меј Џарвис. Дана 16. маја 2016. године, CBS је обновио серију за другу и последњу сезону која је премијерно приказана 8. марта 2017. године.
Укупно 26 епизода серије Злочиначки умови: Преко границе емитовано је током две сезоне.

## Преглед
| Сезона | Сезона | Епизоде | Емитовање      | Емитовање      |
| Сезона | Сезона | Епизоде | Почетак        | Крај           |
| ------ | ------ | ------- | -------------- | -------------- |
|        | Пробна | 1       | 8. април 2015. | 8. април 2015. |
|        | 1      | 13      | 16. март 2016. | 25. мај 2016.  |
|        | 2      | 13      | 8. март 2017.  | 17. мај 2017.  |

## Епизоде

### Пробна (2015)
| Бр. еп. (укупно) | Бр. еп. (у сезони) | Наслов          | Редитељ    | Сценариста  | Премијера      | Прод. код | Гледаност у САД-у (милиони) |
| --- | ------------------ | --------------- | ---------- | ----------- | -------------- | --------- | --------------------------- |
| 229 | 19                 | "Преко границе" | Глен Кершо | Ерика Месер | 8. април 2015. | 1019      | 10.39                       |
| Када је четворочлана породица отета током одмора на Барбадосу, ЈАП координира са посебним агентом Џеком Гаретом и Екипом за међународно реаговање, јединицом задуженом за решавање случајева који укључују Американце који путују у иностранство, како би направили профил уништитеља породица који тера своје жртве да реконструишу тренутке из његовог детињства. |                    |                 |            |             |                |           |                             |

### 1. сезона (2016)
Гери Синис, Алана де ла Гарза, Данијел Хени, Тајлер Џејмс Вилијамс и Ени Фанк су ушли у главну поставу.
| Бр. еп. (укупно) | Бр. еп. (у сезони) | Наслов                | Редитељ              | Сценариста        | Премијера       | Прод. код | Гледаност у САД-у (милиони) |
| ---------------- | ------------------ | --------------------- | -------------------- | ----------------- | --------------- | --------- | --------------------------- |
| 1                | 1                  | "Онај штетан"         | Колин Бакси          | Ерика Месер       | 16. март 2016.  | 101       | 8.88                        |
| 2                | 2                  | "Жетва"               | Роб Бејли            | Ерике Мередит     | 23. март 2016.  | 104       | 7.78                        |
| 3                | 3                  | "Порицање"            | Род Холкомб          | Адам Глас         | 30. март 2016.  | 107       | 7.07                        |
| 4                | 4                  | "Шапћући дах"         | Лари Тенг            | Aдам Глас         | 6. април 2016.  | 110       | 7.44                        |
| 5                | 5                  | "Усамљено срце"       | Константин Макрис    | Тикона С. Џој     | 6. април 2016.  | 108       | 6.98                        |
| 6                | 6                  | "Прекинута љубав"     | Пол А. Кофман        | Адам Глас         | 13. април 2016. | 102       | 7.91                        |
| 7                | 7                  | "Грађани света"       | Алек Смајт           | Метју Лау         | 20. април 2016. | 106       | 7.55                        |
| 8                | 8                  | "Невини"              | Џино Шварц           | Кристофер Барбур  | 27. април 2016. | 103       | 6.58                        |
| 9                | 9                  | "Проводаџија"         | Мет Ерл Бисли        | Tим Клементе      | 4. мај 2016.    | 109       | 6.82                        |
| 10               | 10                 | "Чињеница"            | Лора Белси           | Кристофер Барбур  | 11. мај 2016.   | 111       | 6.05                        |
| 11               | 11                 | "Балада о Нику и Нат" | Џеремаја Чечник      | Данијел Нејтансон | 11. мај 2016.   | 105       | 5.94                        |
| 12               | 12                 | "Храбри бик"          | Тавннија Мекирнан    | Ерика Мередит     | 25. мај 2016.   | 112       | 5.74                        |
| 13               | 13                 | "Папирна сирочад"     | Феликс Енрике Алкала | Ерика Мередит     | 25. мај 2016.   | 113       | 5.19                        |

### 2. сезона (2017)
| Бр. еп. (укупно) | Бр. еп. (у сезони) | Наслов            | Редитељ             | Сценариста        | Премијера       | Прод. код | Гледаност у САД-у (милиони) |
| ---------------- | ------------------ | ----------------- | ------------------- | ----------------- | --------------- | --------- | --------------------------- |
| 14               | 1                  | "Изгубљене душе"  | Алек Смајт          | Ерика Меесер      | 8. март 2017.   | 201       | 5.35                        |
| 15               | 2                  | "Чудовиште"       | Леон Икасо          | Кристофер Барбур  | 15. март 2017.  | 204       | 5.37                        |
| 16               | 3                  | "Ђавољи дах"      | Оз Скот             | Адам Глас         | 22. март 2017.  | 202       | 4.78                        |
| 17               | 4                  | "Лепа као ја"     | Грег Пренџ          | Данијел Нејтансон | 29. март 2017.  | 206       | 4.97                        |
| 18               | 5                  | "Направљено у..." | Жано Шварц          | Ерика Мередит     | 5. април 2017.  | 205       | 4.61                        |
| 19               | 6                  | "Пепељуга и змај" | Дајана К. Валентајн | Метју Лау         | 12. април 2017. | 203       | 5.74                        |
| 20               | 7                  | "Коштуњави"       | Род Холкомб         | Адам Глас         | 12. април 2017. | 207       | 4.72                        |
| 21               | 8                  | "Свеборба"        | Лора Белси          | Тикона С. џој     | 19. април 2017. | 208       | 4.74                        |
| 22               | 9                  | "Повратни удар"   | Нина Лопез-Корадо   | Кристофер Барбур  | 26. април 2017. | 209       | 4.56                        |
| 23               | 10                 | "Тип А"           | Кристоф Шру         | Тим Клементе      | 3. мај 2017.    | 210       | 5.00                        |
| 24               | 11                 | "Послушност"      | Константин Макрис   | Данијел Нејтансон | 10. мај 2017.   | 211       | 4.85                        |
| 25               | 12                 | "Одвратно"        | Џенифер Линч        | Метју Лау         | 17. мај 2017.   | 212       | 4.87                        |
| 26               | 13                 | "Кољач из Риге"   | Микаел Саломон      | Адам Глас         | 17. мај 2017.   | 213       | 4.16                        |

## Кућна издања
| Сезона | Епизоде | Датум ДВД издања    | Датум ДВД издања  | Датум ДВД издања  | Датум ДВД издања |
| Сезона | Епизоде | Регион 1            | Регион 2          | Регион 4          | Дискови          |
| ------ | ------- | ------------------- | ----------------- | ----------------- | ---------------- |
| Пробна | 1       | 25. август 2015.    | 7. децембар 2015. | 2. децембар 2015. | 6                |
| 1      | 13      | 20. септембар 2016. | TBA               | TBA               | 4                |
| 2      | 13      | 23. новембар 2018.  | TBA               | TBA               | 3                |

## Извори
1. 1 2  https://www.ew.com/article/2014/12/12/criminal-minds-spinoff
2. ↑  https://web.archive.org/web/20151025001314/http://tvline.com/2014/12/12/criminal-minds-spin-off-2015-international-team/
3. ↑  https://deadline.com/2016/05/code-black-criminal-minds-beyond-borders-odd-couple-undercover-boss-renewed-cbs-1201757112/
4. ↑  https://web.archive.org/web/20150412200441/http://tvbythenumbers.zap2it.com/2015/04/09/wednesday-final-ratings-survivor-the-voice-the-middle-criminal-minds-csicyber-and-the-goldbergs-adjusted-up/386711/
5. ↑  https://web.archive.org/web/20160320090209/http://tvbythenumbers.zap2it.com/2016/03/17/wednesday-final-ratings-march-16-2016/
6. ↑  https://web.archive.org/web/20160326154043/http://tvbythenumbers.zap2it.com/2016/03/24/wednesday-final-ratings-march-23-2016/
7. ↑  https://web.archive.org/web/20160403133648/http://tvbythenumbers.zap2it.com/2016/03/31/wednesday-final-ratings-march-30-2016/
8. 1 2  https://web.archive.org/web/20160408082046/http://tvbythenumbers.zap2it.com/2016/04/07/wednesday-final-ratings-april-6-2016/
9. ↑  https://web.archive.org/web/20160414231758/http://tvbythenumbers.zap2it.com/2016/04/14/wednesday-final-ratings-april-13-2016/
10. ↑  https://web.archive.org/web/20160422034033/http://tvbythenumbers.zap2it.com/2016/04/21/wednesday-final-ratings-april-20-2016/
11. ↑  https://web.archive.org/web/20160429122659/http://tvbythenumbers.zap2it.com/2016/04/28/wednesday-final-ratings-april-27-2016/
12. ↑  https://web.archive.org/web/20160506012613/http://tvbythenumbers.zap2it.com/2016/05/05/wednesday-final-ratings-may-4-2016/
13. 1 2  https://web.archive.org/web/20160513010215/http://tvbythenumbers.zap2it.com/2016/05/12/wednesday-final-ratings-may-11-2016/
14. 1 2  https://web.archive.org/web/20160528130310/http://tvbythenumbers.zap2it.com/2016/05/26/wednesday-final-ratings-may-25-2016/
15. ↑  https://web.archive.org/web/20170310015750/http://tvbythenumbers.zap2it.com/daily-ratings/wednesday-final-ratings-march-8-2017/
16. ↑  https://web.archive.org/web/20170317193216/http://tvbythenumbers.zap2it.com/daily-ratings/wednesday-final-ratings-march-15-2017/
17. ↑  https://web.archive.org/web/20170324173852/http://tvbythenumbers.zap2it.com/daily-ratings/wednesday-final-ratings-march-22-2017/
18. ↑  https://web.archive.org/web/20170331012748/http://tvbythenumbers.zap2it.com/daily-ratings/wednesday-final-ratings-march-29-2017/
19. ↑  https://web.archive.org/web/20170406233740/http://tvbythenumbers.zap2it.com/daily-ratings/wednesday-final-ratings-april-5-2017/
20. 1 2  https://web.archive.org/web/20170414162400/http://tvbythenumbers.zap2it.com/daily-ratings/designated-survivor-and-abc-comedy-encores-all-adjust-down-wednesday-final-ratings/
21. ↑  https://web.archive.org/web/20170421033654/http://tvbythenumbers.zap2it.com/daily-ratings/wednesday-final-ratings-april-19-2017/
22. ↑  https://web.archive.org/web/20170428001857/http://tvbythenumbers.zap2it.com/daily-ratings/wednesday-final-ratings-april-26-2017/
23. ↑  https://web.archive.org/web/20170505125704/http://tvbythenumbers.zap2it.com/daily-ratings/wednesday-final-ratings-may-3-2017/
24. ↑  https://web.archive.org/web/20170511223446/http://tvbythenumbers.zap2it.com/daily-ratings/wednesday-final-ratings-may-10-2017/
25. 1 2  https://web.archive.org/web/20170519001233/http://tvbythenumbers.zap2it.com/daily-ratings/wednesday-final-ratings-may-17-2017/
26. ↑  https://web.archive.org/web/20150602153354/http://www.tvshowsondvd.com/news/Criminal-Minds-Season-10/21150
27. ↑  https://www.amazon.co.uk/Criminal-Minds-Season-10-DVD/dp/B010PS01SM/ref=pd_bxgy_74_3?ie=UTF8&refRID=HB77FDXTJPAQN2DBGSGW
28. ↑  https://web.archive.org/web/20160409130154/http://www.ezydvd.com.au/DVD/criminal-minds-season-10/dp/6170541
29. ↑  https://web.archive.org/web/20160717113357/http://www.tvshowsondvd.com/news/Criminal-Minds-Borders-Season-1/22463
30. ↑  https://www.amazon.com/Criminal-Minds-Beyond-Borders-Season/dp/B07KM1WN58/ref=sr_1_cc_5?s=aps&ie=UTF8&qid=1544828752&sr=1-5-catcorr&keywords=criminal+minds+beyond+borders